# Kien Giang
Kien Giang (vietnamita: Kiên Giang) é uma província do Vietnã.